# Bestwishes
Bestwishes (z ang. Najlepsze Życzenia) to trzecia kompilacja grupy Nightwish

## Opis albumu
Bestwishes to składanka, wydana przez japońską wytwórnię Toy’s Factory. Wydana i dostępna była tylko na terytorium tego kraju. Na uwagę zasługuje fakt, że mimo iż została wydana w 2005 roku, nie zawiera jeszcze utworów z albumu Once.	 	

## Lista utworów
1. „Stargazers”
2. „The Kinslayer”
3. „She is My Sin”
4. „Ever Dream”
5. „Come Cover Me”
6. „Know Why the Nightingale Sings”
7. „Bless the Child”
8. „End of All Hope”
9. „The Riddler”
10. „Sleepwalker”
11. „Crownless”
12. „Sacrament of Wilderness”
13. „Walking in the Air”
14. „Beauty and The Beast”
15. „Wishmaster”
16. „Over the Hills and Far Away”
17. „Sleeping Sun”